# Odile Gertze
Odile Gertze (Windhoek, 1988) è una modella namibiana, eletta Miss Namibia 2010 il 31 luglio 2010.
Diplomata nel 2009 presso la Elizabeth Galloway Fashion Academy del Sudafrica, Odile Gertze ha anche lavorato come fotografa freelance per varie riviste in Namibia.
Grazie alla sua vittoria al concorso Miss Namibia, la Gertze il 30 ottobre 2010 ha partecipato a Miss Mondo 2010, che si è tenuto a Sanya e che ha visto la delegata namibiana classificarsi fra le prime venti finaliste. Inoltre il 12 settembre 2011 parteciperà a Miss Universo 2011 a São Paulo, Brasile.